# Todd Blackadder
Pour les articles homonymes, voir Blackadder.

a Compétitions nationales et continentales officielles uniquement.

b Matchs officiels uniquement.
Dernière mise à jour le 9 novembre 2024.
Todd Julian Blackadder, né le 20 septembre 1971 à Rangiora, est un ancien joueur néo-zélandais de rugby à XV qui a joué 25 fois avec les All-Blacks de 1995 à 2000. Il joue deuxième ligne (1,90 m et 110 kg). Il est le père d'Ethan Blackadder.

## Biographie de joueur
Il a joué longtemps avec les Canterbury en Nouvelle-Zélande et les Crusaders en Super 12, puis il a rejoint l'Écosse et la province d'Edinburgh Gunners.

### Palmarès
- 71 matchs de Super 12 avec les Crusaders, 128 matchs avec Canterbury
- Nombre de tests avec les Blacks : 12 (10 fois capitaine)
- Nombre total de match avec les Blacks : 25 (14 fois capitaine)
- Tests par saison : 2 en 1998, 10 en 2000.
- Il fut un des plus petits 2e ligne All Black (1,90 m)

## Entraîneur
Il a été l'entraîneur adjoint chargé des avants du premier entraîneur étranger de l'équipe nationale d'Écosse Matt Williams, et il devint l'entraîneur des avants des Edinburgh Gunners sous Frank Hadden.
Lors de la saison 2007, il rejoint ensuite l'encadrement des Crusaders. En octobre 2007, il a été nommé entraîneur de l'équipe de Tasman pour la Air New Zealand Cup 2008. Il a été nommé entraîneur en chef des Crusaders à partir de 2009.
| Saison    | Club              | Division      | Poste              | Classement                         | Coupe d'Europe   | Challenge Européen     |
| --------- | ----------------- | ------------- | ------------------ | ---------------------------------- | ---------------- | ---------------------- |
| 2004-2005 | Édimbourg Gunners | Celtic League | Adjoint            | 7e                                 | Éliminé en poule | -                      |
| 2007      | Crusaders         | Super 14      | Adjoint            | Éliminé en demi-finale             | -                | -                      |
| 2009      | Crusaders         | Super 14      | Manager            | Éliminé en demi-finale             | -                | -                      |
| 2010      | Crusaders         | Super 14      | Manager            | Éliminé en demi-finale             | -                | -                      |
| 2011      | Crusaders         | Super 15      | Manager            | Défaite en finale                  | -                | -                      |
| 2012      | Crusaders         | Super 15      | Manager            | Éliminé en demi-finale             | -                | -                      |
| 2013      | Crusaders         | Super 15      | Manager            | Éliminé en demi-finale             | -                | -                      |
| 2014      | Crusaders         | Super 15      | Manager            | Défaite en finale                  | -                | -                      |
| 2015      | Crusaders         | Super 15      | Manager            | 4e de la conférence néo-zélandaise | -                | -                      |
| 2016      | Crusaders         | Super Rugby   | Manager            | Éliminé en quart-de-finale         | -                | -                      |
| 2016-2017 | Bath Rugby        | Premiership   | Directeur du rugby | 5e                                 | -                | Éliminé en demi-finale |
| 2017-2018 | Bath Rugby        | Premiership   | Directeur du rugby | 6e                                 | Éliminé en poule | -                      |
| 2018-2019 | Bath Rugby        | Premiership   | Directeur du rugby | 6e                                 | Éliminé en poule | -                      |